# Bevanda
Bevanda (talijanizam od riječi  bevanda = piće) naziv je koji je u primorskoj Hrvatskoj rabi za alkoholno piće koje se priprema od crnog vina i vode u različitim omjerima. Priprema se neposredno pred ispijanje.